# Martín de Roa
Martín de Roa, né à Cordoue vers 1560 et mort le 5 avril 1637 à Montilla, est un jésuite et érudit espagnol.

## Biographie
Né vers 1560, à Cordoue, il embrassa la règle de St-Ignace à l’âge de quinze ans, et, après s’être perfectionné dans la connaissance des langues et de la littérature anciennes, professa la rhétorique au collège de sa ville natale, où il donna ensuite des leçons sur l’Écriture Sainte. Ses talents l’élevèrent aux premiers emplois de la société. Il fut successivement recteur dans différents collèges, provincial de l’Andalousie et enfin procureur général près du Saint-Siège. À son retour de l’Italie, il abdiqua ses différentes fonctions pour se livrer entièrement à l’étude de l’histoire et des antiquités. Il mourut à Montilla, le 5 avril 1637, âgé de 74 ans.

## Œuvres
On trouvera la liste de ses ouvrages dans la Bibliothèque de Southwell, p. 501 et suivantes. Les principaux sont :
- Singularium locorum et rerum S. Scripturæ libri VI, in duas partes distincti ; item de die natali sacro et profano liber unus, Lyon, 1667, in-8°. Cette édition est la plus complète et la plus recherchée.
- De accentu et recta in græcis, latinis, barbaris pronunciatione ;
- De Cordubæ principatu et de auctoritate et antiquitate sanctorum martyrum Cordubensium, ac de Cordubensi Breviario, Lyon, 1617, in-4°. L’auteur traduisit lui-même cet ouvrage en espagnol et y fit des additions, Cordoue, 1636, in-4°.
- Santos Honorio, Eutichio, Estevan, patronos de Xeres de la Frontera ; nombre, sito, antiguedad de ciudad, valor de sus ciudadanos, Séville, 1617, in-4° ;
- Del estado de las aimas en purgatorio, ibid., 1624, traduit en latin et en italien. Cet ouvrage, rare et recherché des amateurs, est, dit Feller, plus curieux qu’utile. L’auteur y avance plusieurs choses qu’il eût mieux valu laisser dans les secrets de Dieu.
- Malaga, su fundación, su antiguedad, etc., Malaga, 1627, in-4° ;
- Historia de la mui antigua y noble ciudad de Écija, Séville, 1629, in-4°.